# Клаудіо Мерло
Клаудіо Мерло (італ. Claudio Merlo, нар. 7 липня 1946, Рим) — італійський футболіст, що грав на позиції півзахисника, зокрема за «Фіорентину» і національну збірну Італії. По завершенні ігрової кар'єри — тренер.

## Клубна кар'єра
Народився 7 липня 1946 року в Римі. Вихованець місцевої юнацької команди «Тевере Рома», звідки 1963 року перейшов до академії «Фіорентини».
У дорослому футболі дебютував 1965 року виступами за головну команду «Фіорентини», в якій провів наступні одинадцять сезонів, взявши участь у 257 матчах чемпіонату.  Більшість часу, проведеного у складі «фіалок», був основним гравцем команди. За цей час двічі виборював титул володаря Кубка Італії, а в сезоні 1968/69 ставав чемпіоном Італії.
1976 року перейшов до міланського «Інтернаціонале», де провів два сезони, здобувши у розіграші 1977/78 свій третій Кубок Італії, після чого перейшов до друголігового «Лечче». Був замішаний у корупційний скандалі 1980 року, коли низка клубів і окремих гравців були звинувачені у договірних іграх та участі в тоталізаторах. Врешті-решт у 1982 році отримав покарання у вигляді відсторонення від футболу на півтора роки, яке після апеляції було скорочено до одного року. Попри це гравець, якому вже виповнилося 36 років, вирішив завершити кар'єру.

## Виступи за збірні
1969 року залучався до складу молодіжної збірної Італії (U-23). На молодіжному рівні зіграв у 8 офіційних матчах.
1969 року провів свою єдину офіційну гру у складі національної збірної Італії.

## Кар'єра тренера
Протягом 1985–1988 років працював з молодіжними командами нижчолігових «Рондінелли» та «Ареццо».
Згодом тренував основну команду клубу «Сорсо», а 2006 року повертався до тренерської роботи, попрацювавши з «Імперією».
| Дата     | Місто  | Господарі | Результат | Гості  | Турнір           | Голи | Примітки |
| -------- | ------ | --------- | --------- | ------ | ---------------- | ---- | -------- |
| 5-1-1969 | Мехіко | Мексика   | 1 – 1     | Італія | товариський матч | -    |          |
| Усього   |        | Матчів    | 1         |        | Голів            | 0    |          |

## Титули і досягнення
- Володар Кубка Італії (3):

«Фіорентина»: 1965-1966, 1974-1975
«Інтернаціонале»: 1977-1978
- Чемпіон Італії (1):

«Фіорентина»: 1968-1969
- Володар Кубка Мітропи (1):

«Фіорентина»: 1966